# Вьялиха
Вьялиха — деревня в Вичугском районе Ивановской области. Входит в состав Сошниковского сельского поселения.

## География
Находится в северо-восточной части Ивановской области на расстоянии приблизительно 2 км на восток по прямой от районного центра города Вичуга.

## История
В 1872 году здесь (тогда Кинешемский уезд Костромской губернии) было учтено 29 дворов, в 1907 году — 50.

## Население
Постоянное население составляло 168 человек (1872 год), 145 (1897), 295 (1907), 22 в 2002 году (русские 100 %), 24 в 2010.